# João Gonzalez
João Gonzalez (* 11. Februar 1996 in Porto) ist ein portugiesischer Filmregisseur und Animator.

## Leben
João Gonzalez begann mit dem Klavierspielen mit vier Jahren. Er erhielt ein Stipendium von der Gulbenkian-Stiftung. Er studierte zuerst Bachelor of Arts an der Escuadrón Móvil Antidisturbios und machte seinen Master anschließend am Royal College of Art in Großbritannien. Während seines Studiums drehte er die beiden mehrfach ausgezeichneten Kurzfilme Nestor (2019) und The Voyager (2017).
2022 folgte der Animationskurzfilm Ice Merchants, der bei den Filmfestspielen von Cannes 2022 den Jurypreis in der Kategorie Bester Kurzfilm erhielt, womit Gonzalez zum ersten portugiesischen Zeichentrickfilmemacher wurde, der in Cannes ausgezeichnet wurde. Bei allen seinen Filmen ist er auch als Komponist für die Musik verantwortlich. Er bearbeitet vor allem psychologische Themen wie Zwangsstörungen und Agoraphobie sowie Themen wie Einsamkeit und Surrealität.
Ice Merchants wurde bei der Oscarverleihung 2023 als bester animierter Kurzfilm nominiert.

## Filmografie
- 2017: The Voyager (Animationskurzfilm)
- 2019: Nestor (Animationskurzfilm)
- 2022: Ice Merchants (Animationskurzfilm)